# Maurycy Broch
Maurycy (Mojżesz) Broch (ur. 31 stycznia 1888 w Nakle, zm. wiosną 1940 w Charkowie) – polski Żyd, doktor praw, adwokat i radny w Turce, porucznik taborów rezerwy Wojska Polskiego, ofiara zbrodni katyńskiej.

## Życiorys
Urodził się jako syn Samuela i Sary z domu Weintraub. Ukończył studia prawa. W lutym 1914 jako kandydat adwokacki uzyskał tytuł naukowy doktora na Wydziale Prawa Uniwersytet Franciszkańskiego we Lwowie.
Podczas I wojny światowej służył w c. i k. armii od 1916 do 1918. Po odzyskaniu przez Polskę niepodległości wstąpił do Wojska Polskiego w 1920. W trakcie wojny polsko-bolszewickiej brał udział w wyprawie kijowskiej.
8 stycznia 1924 został zatwierdzony w stopniu porucznika ze starszeństwem z 1 czerwca 1919 i 76. lokatą w korpusie oficerów rezerwy taborów. W 1922 posiadał przydział w rezerwie do 5 Dywizjonu Taborów w Bochni. Później został przydzielony do 3 dywizjonu taborów w Sokółce, a od 1930 do 10 dywizjonu taborów w Przemyślu (następnie w Radymnie).
W czerwcu 1919 został zastępcą członka dyrekcji stowarzyszenia spożywczego „Byt” we Lwowie. W okresie II RP pracował jako adwokat prowadząc kancelarię w Turce. Został radnym w tym mieście.
Po wybuchu II wojny światowej, w okresie kampanii wrześniowej był przydzielony do Oficerskiej Kadry Okręgowej Nr X w Przemyślu. Po agresji ZSRR na Polskę z 17 września 1939 został aresztowany przez sowietów w okolicach Radymna i przewieziony do obozu w Starobielsku. Wiosną 1940 został zamordowany przez funkcjonariuszy NKWD w Charkowie i pogrzebany potajemnie w bezimiennej mogile zbiorowej w Piatichatkach, gdzie od 17 czerwca 2000 mieści się oficjalnie Cmentarz Ofiar Totalitaryzmu w Charkowie. Podczas ekshumacji został zidentyfikowany na podstawie wojskowego znaku tożsamości. Figuruje na Liście Starobielskiej NKWD, pod poz. 187(287).
Jego żoną była Ewa, z którą miał córkę Zofię i syna Erwina. 13 kwietnia 1940 zostali oni deportowani na teren późniejszego Kazachstanu (kołchoz Ksyłenbek w okręgu aktiubińskim), a powrócili z zesłania w 1945.

## Upamiętnienie
- 5 października 2007 minister obrony narodowej Aleksander Szczygło mianował go pośmiertnie na stopień kapitana[11][12][13]. Awans został ogłoszony 9 listopada 2007 w Warszawie, w trakcie uroczystości „Katyń Pamiętamy – Uczcijmy Pamięć Bohaterów”[14][15][16].

## Odznaczenia
- Medal Pamiątkowy za Wojnę 1918–1921